# تست هوش رودخانه
این مسئله یک معمای هوشی است که طبق شواهد موجود اصالتی چینی دارد. این مسئله نمونه‌ای از مسائل ارضای محدودیت در هوش مصنوعی است.
هدف این مسئله به این صورت است:
پدر، مادر، دو خواهر و دو برادر به همراه یک دزد و یک پلیس در یک طرف رودخانه قرار دارند. این افراد می‌خواهند به سمت دیگر رودخانه بروند.
فقط یک قایق موجود می‌باشد و حداکثر ظرفیت آن دو نفر است. از بین افراد پدر، مادر و پلیس نحوه راندن آن را بلد هستند.
برای سوار شدن به قایق هم شرایط خاصی وجود دارد که به شرح زیر است:
دزد نباید بدون حضور پلیس کنار اعضای خانواده تنها باشد.
پسرها نباید بدون حضور پدر کنار مادر باشند.
دخترها نباید بدون حضور مادر کنار پدر باشند.
با این مفروضات باید همه افراد را به سمت دیگر رودخانه ببریم.
این مسئله در شکل خیلی ساده‌تری به عنوان ردشدن از رودخانه نیز بیان شده است.
این مسئله فقط یک راه حل دارد.

## جواب معما
1. دزد و پلیس  به طرف دیگر رودخانه می‌روند
2. پلیس به تنهایی برمی‌گردد
3. پلیس و یکی از پسرها به طرف دیگر می‌رود
4. پلیس و دزد به طرف اول رودخانه برمی‌گردند
5. پدر و پسر دوم به طرف دیگر می‌روند
6. پدر برمی‌گردد
7. پدر و مادر به طرف دیگر می‌روند
8. مادر برمی‌گردد
9. پلیس و دزد به طرف دوم می‌روند
10. پدر برمی‌گردد
11. مادر و پدر به طرف دوم می‌روند
12. مادر برمی‌گردد
13. مادر و یکی از دخترها به طرف دوم می‌روند
14. پلیس و دزد برمی‌گردند
15. پلیس و دختر دوم به طرف دوم می روند
16. پلیس برمی‌گردد
17. پلیس و دزد به آن طرف می‌روند